# Złamanie zielonej gałązki

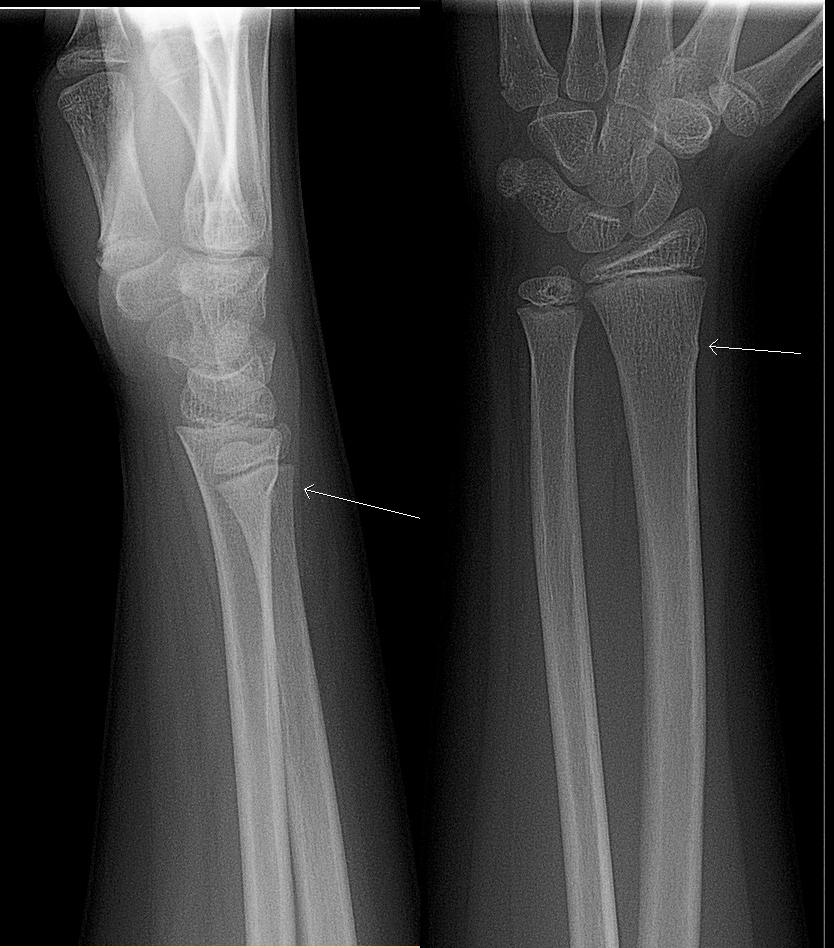
Złamanie podokostnowe na zdjęciu rentgenowskim

Złamanie „zielonej gałązki”, złamanie podokostnowe (ang. greenstick fracture) – złamanie częściowe kości charakterystyczne dla wieku dziecięcego, w którym albo nie dochodzi do przerwania relatywnie grubej w tym wieku okostnej (złamanie podokostnowe, częste u najmłodszych dzieci) albo dochodzi do niego tylko z jednej strony (typowe „złamanie zielonej gałązki”). Nazwa zaczerpnięta została ze sposobu niecałkowitego przerwania kości przypominającego dosłownie złamanie młodej, giętkiej gałązki krzewu. Znamienny dla tego typu urazów jest brak przemieszczenia odłamów albo jego niewielki stopień, a to z powodu „szynującej” roli silnej okostnej.
W obrazie rentgenowskim charakterystyczny jest brak szczeliny złamania (albo jest ona słabo widoczna), okostna jest odwarstwiona przez krwiak.
W złamaniu podokostnowym wystarczającym leczeniem jest opatrunek gipsowy, repozycja zazwyczaj nie jest konieczna.